# بيستون شامبيشي
بيستون شامبيشي (24 ديسمبر 1968 بغيمارايش في البرتغال - ) هو لاعب كرة قدم برتغالي في مركز حراسة المرمى. شارك مع منتخب البرتغال تحت 18 سنة لكرة القدم. أما مع النوادي، فقد لعب مع سالجويروس ‏ ونادي ليسا ‏ ونادي تيرسينس ‏ وC.D.R. Quarteirense ‏.

## وصلات خارجية
- بيستون شامبيشي على موقع قاعدة بيانات كرة القدم.إي يو (الإنجليزية)